# Ectropis nigra
Ectropis nigra är en fjärilsart som beskrevs av Thierry-mieg 1886. Ectropis nigra ingår i släktet Ectropis och familjen mätare. Inga underarter finns listade i Catalogue of Life.